# Jacob Bernays
Jacob Bernays (Amburgo, 11 settembre 1824 – Bonn, 26 maggio 1881) è stato un filologo tedesco.

## Biografia
Suo padre, Isaac Bernays (1792-1849), fu uomo di grande cultura e il primo rabbino tedesco ortodosso a pregare in lingua tedesca; anche suo fratello, Michael Bernays, fu uno studioso di fama.
Jacob studiò dal 1844 al 1848 all'Università di Bonn, la cui facoltà di filologia classica, sotto la direzione e l'insegnamento di Friedrich Gottlieb Welcker e Friedrich Wilhelm Ritschl (di cui Bernays divenne lo studente preferito) era la migliore in Germania, centro di tutti gli studi di filologia.
Si laureò nel 1848 con una tesi su Eraclito. Nel 1853 accettò la cattedra di filologia classica all'università di Breslavia, presso il nuovo Centro di teologia ebraica, dove iniziò una stretta amicizia con Theodor Mommsen. Nel 1866, quando Ritschl lasciò Bonn per l'università di Lipsia, Bernays ritornò alla sua vecchia università come professore straordinario e responsabile della biblioteca universitaria. A causa della sua fede ebraica non poté mai diventare professore ordinario. Rimase a Bonn fino alla sua morte, il 26 maggio 1881.
Sua nipote Martha Bernays fu moglie di Sigmund Freud.

## Opere
le sue opere principali, riguardanti principalmente la filosofia greca antica, sono: 
- Die Lebensbeschreibung des J.J. Scaliger (1855)
- Über das Phokylidische Gesicht (1856)
- Grundzüge der verlorenen Abhandlung des Aristoteles über Wirkung der Tragödie (1857)
- Die Chronik des Sulpicius Severus (1861)
- Die Dialoge des Aristoteles im Verhältniss zu seinen übrigen Werken (1863)
- Theophrastos' Schrift über Frömmigkeit (1866)
- Die Heraklitischen Briefe (1869)
- Lucian und die Cyniker (1879)
- Zwei Abhandlungen über die Aristotelische Theorie des Dramas (1880).